# Cardoso, São Paulo
Cardoso là một đô thị ở bang São Paulo của Brasil. Đô thị này nằm ở vĩ độ 20º04'55" độ vĩ nam và kinh độ 49º54'51" độ vĩ tây, trên khu vực có độ cao 422 m. Dân số năm 2004 ước tính là 11.258 người.

## Thông tin nhân khẩu
Dữ liệu dân số theo điều tra dân số năm 2000
Tổng dân số: 11.605
- Dân số thành thị: 10.356
- Dân số nông thôn: 1.249
- Nam giới: 5.748
- Nữ giới: 5.857

Mật độ dân số (người/km²): 18,20
Tỷ lệ tử vong trẻ sơ sinh dưới 1 tuổi (trên một triệu người): 22,39
Tuổi thọ bình quân (tuổi): 68,07
Tỷ lệ sinh (số trẻ trên mỗi bà mẹ): 2,12
Tỷ lệ biết đọc biết viết: 85,69%
Chỉ số phát triển con người (HDI-M): 0,756
- Chỉ số phát triển con người - Thu nhập: 0,692
- Chỉ số phát triển con người - Tuổi thọ: 0,718
- Chỉ số phát triển con người - Giáo dục: 0,857

(Nguồn: IPEADATA)

### Sông ngòi
- Rio Grande
- Sông Turvo
- Sông Marinheiro

### Các xa lộ
- SP-322
- SP-461